# Mistrovství světa cestovních vozů 2014
Mistrovství světa cestovních vozů 2014 bylo 9. sezonou mistrovství WTCC. Sezona začala na okruhu Marrakech Street Circuit a skončila na okruhu Guia Circuit.

## Jezdci a týmy
| Třída TC1                            | Třída TC1               | Třída TC1 | Třída TC1            | Třída TC1     |
| Tým                                  | Vůz                     | No.       | Jezdci               | Podniky       |
| ------------------------------------ | ----------------------- | --------- | -------------------- | ------------- |
| Citroën Total WTCC                   | Citroën C-Elysée WTCC   | 1         | Yvan Muller          | všechny       |
| Citroën Total WTCC                   | Citroën C-Elysée WTCC   | 9         | Sébastien Loeb       | všechny       |
| Citroën Total WTCC                   | Citroën C-Elysée WTCC   | 33        | Ma Qing Hua          | 6–7, 9–10, 12 |
| Citroën Total WTCC                   | Citroën C-Elysée WTCC   | 37        | José María López     | všechny       |
| Castrol Honda World Touring Car Team | Honda Civic WTCC        | 2         | Gabriele Tarquini    | všechny       |
| Castrol Honda World Touring Car Team | Honda Civic WTCC        | 18        | Tiago Monteiro       | všechny       |
| ROAL Motorsport                      | Chevrolet RML Cruze TC1 | 3         | Tom Chilton          | všechny       |
| ROAL Motorsport                      | Chevrolet RML Cruze TC1 | 4         | Tom Coronel          | všechny       |
| Zengõ Motorsport                     | Honda Civic WTCC        | 5         | Norbert Michelisz    | všechny       |
| Campos Racing                        | Chevrolet RML Cruze TC1 | 7         | Hugo Valente         | všechny       |
| Campos Racing                        | Chevrolet RML Cruze TC1 | 74        | Pepe Oriola          | 12            |
| ALL-INKL.COM Münnich Motorsport      | Chevrolet RML Cruze TC1 | 10        | Gianni Morbidelli    | všechny       |
| ALL-INKL.COM Münnich Motorsport      | Chevrolet RML Cruze TC1 | 77        | René Münnich         | všechny       |
| Lada Sport Lukoil                    | Lada Granta 1.6T        | 11        | James Thompson       | všechny       |
| Lada Sport Lukoil                    | Lada Granta 1.6T        | 12        | Robert Huff          | všechny       |
| Lada Sport Lukoil                    | Lada Granta 1.6T        | 14        | Michajl Kozlovskij   | všechny       |
| Proteam Racing                       | Honda Civic WTCC        | 25        | Mehdi Bennani        | všechny       |
| NIS Petrol by Campos Racing          | Chevrolet RML Cruze TC1 | 98        | Dušan Borković       | 1–11          |
| Třída TC2                            |                         |           |                      |               |
| Tým                                  | Vůz                     | No.       | Jezdci               | Podniky       |
| Liqui Moly Team Engstler             | BMW 320 TC              | 6         | Franz Engstler       | všechny       |
| Liqui Moly Team Engstler             | BMW 320 TC              | 8         | Pasquale Di Sabatino | 1–7           |
| Liqui Moly Team Engstler             | BMW 320 TC              | 15        | Camilo Echevarría    | 8             |
| Liqui Moly Team Engstler             | BMW 320 TC              | 26        | Felipe De Souza      | 9–12          |
| Campos Racing                        | SEAT León WTCC          | 19        | Henry Kwong          | 11–12         |
| Campos Racing                        | SEAT León WTCC          | 22        | Petr Fulín           | 1, 4          |
| Campos Racing                        | SEAT León WTCC          | 27        | John Filippi         | všechny       |
| Campos Racing                        | SEAT León WTCC          | 38        | William Lok          | 10, 12        |
| Campos Racing                        | SEAT León WTCC          | 50        | Nikita Misiulia      | 6             |
| Campos Racing                        | SEAT León WTCC          | 55        | Norbert Nagy         | 7             |
| Campos Racing                        | SEAT León WTCC          | 80        | Michael Soong        | 9             |
| RPM Racing Team                      | BMW 320 TC              | 44        | Mak Ka Lok           | 12            |
| NIKA Racing                          | Honda Civic WTCC        | 99        | Yukinori Taniguchi   | 3             |

## Kalendář
| No. | Závod | Podnik                     | Okruh                                             | Datum         |
| --- | ----- | -------------------------- | ------------------------------------------------- | ------------- |
| 1   | 1     | Race of Morocco            | Circuit International Automobile Moulay El Hassan | 13. dubna     |
| 1   | 2     | Race of Morocco            | Circuit International Automobile Moulay El Hassan | 13. dubna     |
| 2   | 3     | JVC Kenwood Race of France | Circuit Paul Ricard                               | 20. dubna     |
| 2   | 4     | JVC Kenwood Race of France | Circuit Paul Ricard                               | 20. dubna     |
| 3   | 5     | Race of Hungary            | Hungaroring                                       | 4. května     |
| 3   | 6     | Race of Hungary            | Hungaroring                                       | 4. května     |
| 4   | 7     | Race of Slovakia           | Automotodróm Slovakia Ring                        | 11. května    |
| 4   | 8     | Race of Slovakia           | Automotodróm Slovakia Ring                        | 11. května    |
| 5   | 9     | Race of Austria            | Salzburgring                                      | 25. května    |
| 5   | 10    | Race of Austria            | Salzburgring                                      | 25. května    |
| 6   | 11    | Lukoil Race of Russia      | Moscow Raceway                                    | 8. června     |
| 6   | 12    | Lukoil Race of Russia      | Moscow Raceway                                    | 8. června     |
| 7   | 13    | Race of Belgium            | Circuit de Spa-Francorchamps                      | 22. června    |
| 7   | 14    | Race of Belgium            | Circuit de Spa-Francorchamps                      | 22. června    |
| 8   | 15    | Race of Argentina          | Autódromo Termas de Río Hondo                     | 3. srpna      |
| 8   | 16    | Race of Argentina          | Autódromo Termas de Río Hondo                     | 3. srpna      |
| 9   | 17    | Race of Beijing            | Goldenport Park Circuit                           | 5. října      |
| 9   | 18    | Race of Beijing            | Goldenport Park Circuit                           | 5. října      |
| 10  | 19    | Race of Shanghai           | Shanghai International Circuit                    | 12. října     |
| 10  | 20    | Race of Shanghai           | Shanghai International Circuit                    | 12. října     |
| 11  | 21    | JVC Kenwood Race of Japan  | Suzuka Circuit                                    | 26. října     |
| 11  | 22    | JVC Kenwood Race of Japan  | Suzuka Circuit                                    | 26. října     |
| 12  | 23    | Guia Race of Macau         | Guia Circuit                                      | 16. listopadu |
| 12  | 24    | Guia Race of Macau         | Guia Circuit                                      | 16. listopadu |